# Enoploides spiculohamatus
Enoploides spiculohamatus is een rondwormensoort uit de familie van de Thoracostomopsidae. De wetenschappelijke naam van de soort is voor het eerst geldig gepubliceerd in 1932 door Schulz.